# AL Gerland Mouche
L'AL Gerland Mouche est un club français de basket-ball basé à Lyon dans le 7e arrondissement. Ce club est une section de l'Association Sportive et Culturel de l'Association Laïque Gerland Mouche. Il a évolué en Nationale 2 (3e division nationale à l'époque) pendant deux saisons de 1993 à 1995. 

## Historique
Le club a évolué en Nationale 2 pendant deux saisons de 1993 à 1995. En 1993-1994, le club se classe 11e avec 13 victoires pour 17 défaites. En 1994-1995, il obtient une 13e place avec 12 victoires pour 18 défaites.    